# Dale Craigwell
Dale A. Craigwell (* 24. April 1971 in Toronto, Ontario) ist ein ehemaliger kanadischer Eishockeyspieler, der im Verlauf seiner aktiven Karriere zwischen 1988 und 2001 unter anderem 98 Spiele für die San Jose Sharks in der National Hockey League (NHL) auf der Position des Centers bestritten hat. Darüber hinaus absolvierte Craigwell über 460 Partien in der International Hockey League (IHL) und stand kurzzeitig bei den Augsburger Panthern aus der Deutschen Eishockey Liga (DEL) unter Vertrag.

## Karriere
Craigwell spielte zunächst drei Jahre von 1988 bis 1991 in der Ontario Hockey League bei den Oshawa Generals, mit denen er in der Saison 1989/90 nach dem Gewinn des J. Ross Robertson Cup im Endturnier um den Memorial Cup spielte und diesen ebenfalls gewann. Im NHL Entry Draft 1991 wurde er von den neu gegründeten San Jose Sharks in der zehnten Runde an 199. Position ausgewählt.
Der Center unterschrieb gleich zur Saison 1991/92 seinen ersten Profivertrag, wurde aber vorerst hauptsächlich beim Sharks-Farmteam, den Kansas City Blades, in der International Hockey League eingesetzt. Mit den Blades konnte er im ersten Jahr den Turner Cup gewinnen. Zudem bestritt er 32 NHL-Spiele, in denen er 16 Punkte erzielen konnte. Auch die folgenden zwei Spielzeiten konnte sich der Kanadier nicht im NHL-Kader festspielen und musste immer wieder in der IHL aufs Eis. Nach der Spielzeit 1993/94 verpasste Craigwell zunächst die gesamte Saison 1994/95 wegen einer im Trainingslager erlittenen Gelenksverletzung. In der Folge stand er in keinem weiteren NHL-Spiel mehr auf dem Eis, obwohl er bis zur Saison 1998/99 in Nordamerika blieb.
Während des Spieljahres 1998/99 entschied sich Craigwell nach Europa zu den Augsburger Panthern in die Deutsche Eishockey Liga zu wechseln. Seine Karriere ließ er in den folgenden zwei Spielzeiten bei den Sheffield Steelers in der britischen Ice Hockey Superleague ausklingen und beendete 2001 selbige.

### International
Mit der kanadischen U20-Nationalmannschaft nahm Craigwell an der Junioren-Weltmeisterschaft 1991 teil. Dort gewann er mit der Mannschaft die Goldmedaille. Zum Titelgewinn steuerte der Stürmer in sieben Turnierspielen drei Scorerpunkte bei.

## Erfolge und Auszeichnungen
- 1990 J.-Ross-Robertson-Cup-Gewinn mit den Oshawa Generals
- 1990 Memorial-Cup-Gewinn mit den Oshawa Generals
- 1991 William Hanley Trophy
- 1992 Turner-Cup-Gewinn mit den Kansas City Blades

### International
- 1991 Goldmedaille bei der Junioren-Weltmeisterschaft

## Karrierestatistik

### International
Vertrat Kanada bei:
- Junioren-Weltmeisterschaft 1991

(Legende zur Spielerstatistik: Sp oder GP = absolvierte Spiele; T oder G = erzielte Tore; V oder A = erzielte Assists; Pkt oder Pts = erzielte Scorerpunkte; SM oder PIM = erhaltene Strafminuten; +/− = Plus/Minus-Bilanz; PP = erzielte Überzahltore; SH = erzielte Unterzahltore; GW = erzielte Siegtore; 1 Play-downs/Relegation; Kursiv: Statistik nicht vollständig)